# Ferdi Walther
Ferdinand „Ferdi“ Walther (* 12. Mai 1911 in Düsseldorf; † 2000) war ein deutscher Bildhauer, Maler, Grafiker und Bühnenbildner.

## Leben

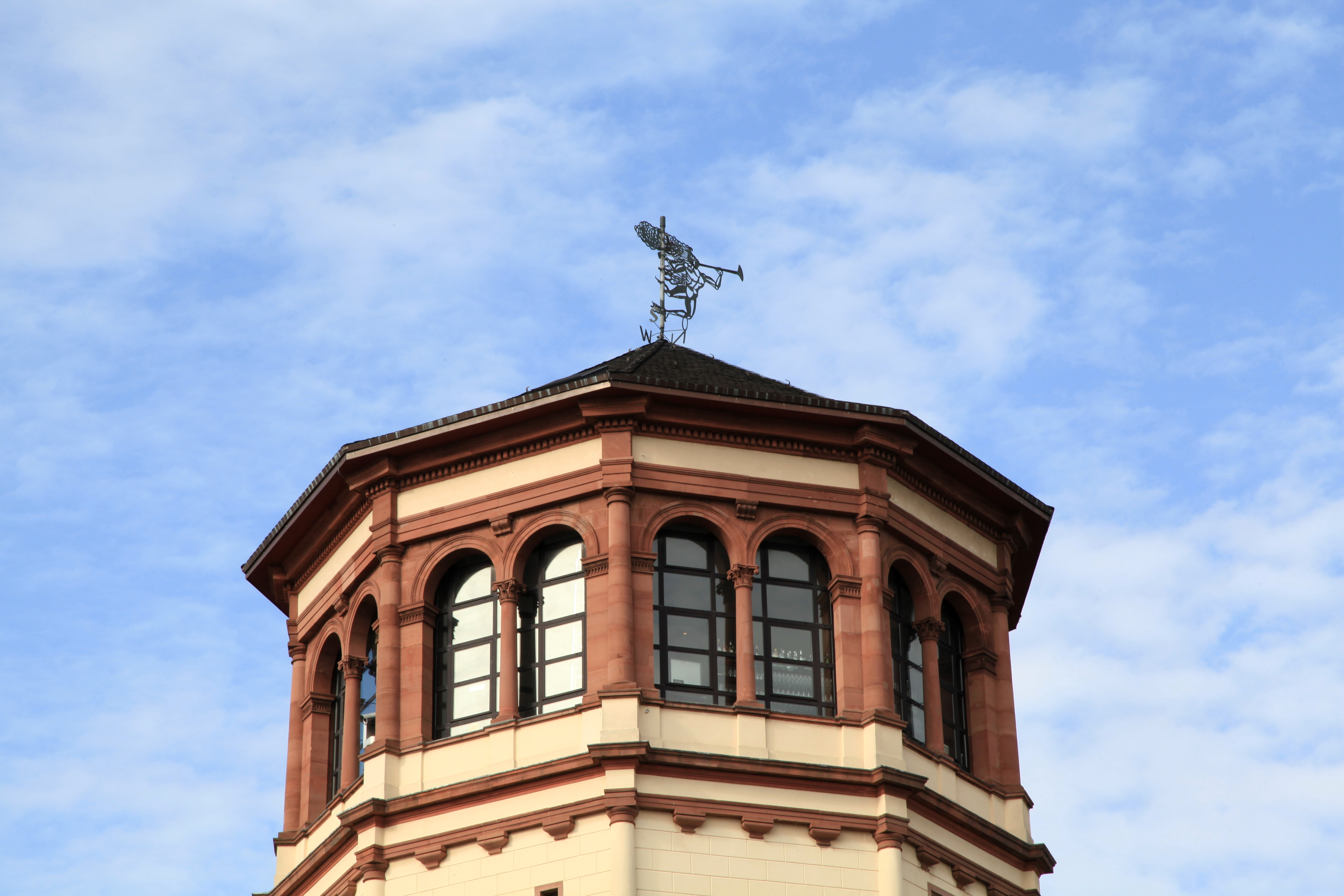
Der Feuerbläser als Wetterfahne auf dem Düsseldorfer Schlossturm

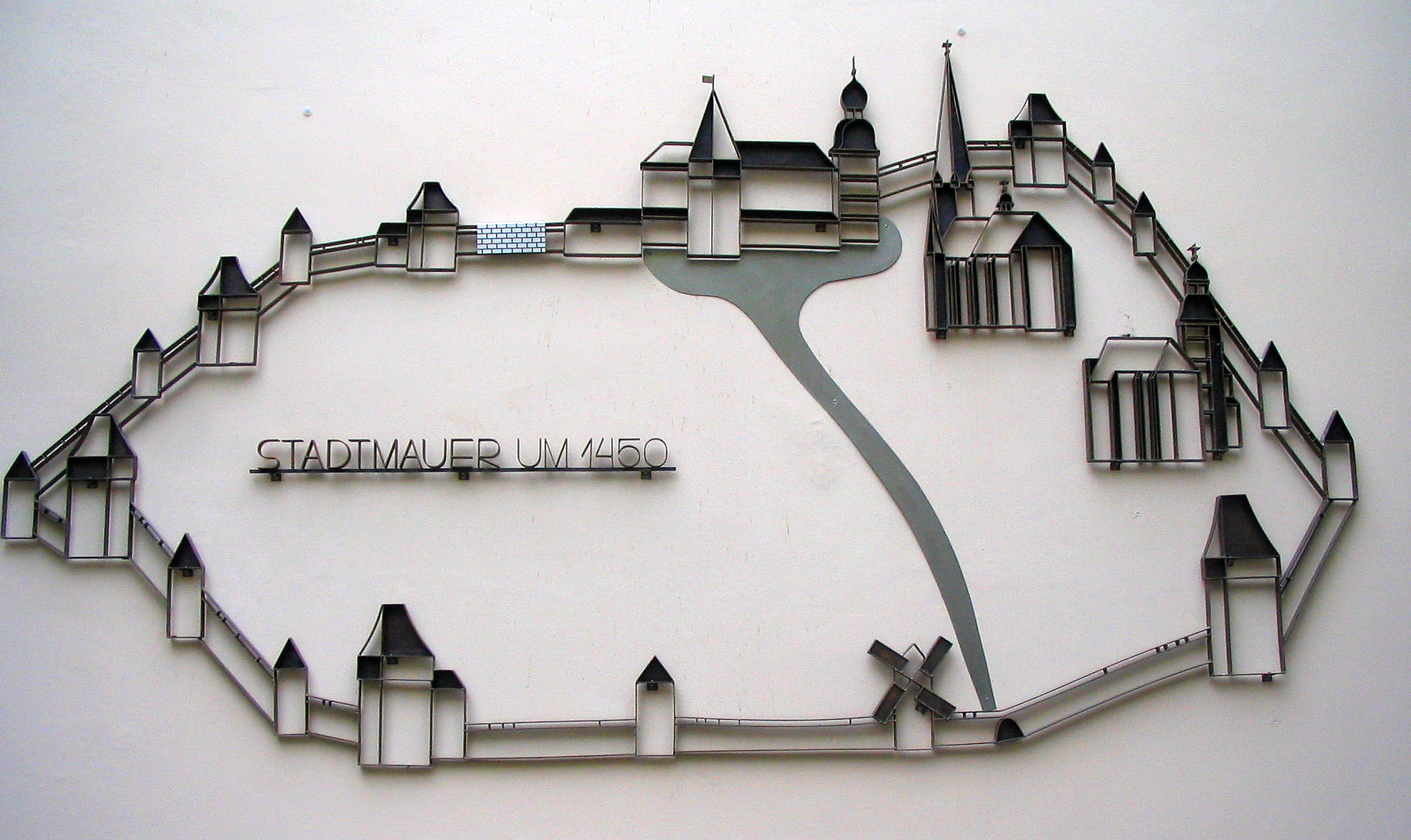
Metallplastik Stadtmauer um 1450 zur Erinnerung an die spätmittelalterliche Stadtbefestigung in Düsseldorf

Walther war Schüler von Robert Pudlich. Er war in Düsseldorf tätig, wo er von 1974 bis 1998 mit seiner Frau Teddy (Hedwig, geborene Bruckmann) in der Golzheimer Siedlung (Franz-Jürgens-Straße 3) wohnte und arbeitete.
1944 stellte er im Märkischen Museum Witten aus. Als Mitglied der Rheinischen Sezession war er 1950 auf deren Ausstellungen in der Kunsthalle Düsseldorf sowie im Haus der Kunst in München vertreten. Auch war er Mitglied des Künstlervereins Malkasten, wo er Werke in den 1970er Jahren ausstellte. Außerdem wirkte er als Bühnenbildner für die Kabarettbühne Kom(m)ödchen.
Ein bekanntes Werk Walthers ist die 1957 fertiggestellte Wetterfahne Der Feuerbläser für den Schlossturm in Düsseldorf. Nach einem Entwurf von Ivo Beucker führte er 1958 ein Kriegsehrenmal für den Eingangsbereich des Humboldt-Gymnasiums Düsseldorf aus. Eine weitere Metallarbeit von ihm ist die Darstellung der Stadtmauer um 1450, die er 1983 nach Vorgaben des Architekten Edmund Spohr für den Hof des Rathauses Düsseldorf schuf.